# فرید کایا
فرید کایا (ترکی استانبولی: Ferit Kaya؛ زادهٔ ۲۴ فوریهٔ ۱۹۸۴) بازیگر اهل ترکیه است.
وی از سال ۲۰۰۶ میلادی تاکنون مشغول فعالیت بوده است. از فیلم‌ها یا برنامه‌های تلویزیونی که وی در آن ایفای نقش کرده است می‌توان به غول چشم آبی و گذشت زمان، گودال، قضاوت و شهر دور اشاره کرد.